# Перес, Анхель
А́нхель Пе́рес Меди́на (исп. Angel Pérez Medina; 2 февраля 1971, Гавана) — кубинский и американский гребец-байдарочник, выступал за сборные Кубы и США на всём протяжении 1990-х годов. Участник двух летних Олимпийских игр, пятикратный чемпион Панамериканских игр, победитель многих регат национального и международного значения.

## Биография
Анхель Перес родился 2 февраля 1971 года в кубинской столице Гаване. 
Первого серьёзного успеха на взрослом международном уровне добился в 1991 году, когда попал в основной состав кубинской национальной сборной и побывал на домашних Панамериканских играх в Гаване, откуда привёз пять медалей золотого достоинства и одну медаль серебряного достоинства. Благодаря череде удачных выступлений удостоился права защищать честь страны на летних Олимпийских играх 1992 года в Барселоне — в одиночках на пятистах метрах дошёл до полуфинала, где финишировал восьмым, тогда как в двойках на тысяче метрах вместе с напарником Марло Марчеко тоже остановился на стадии полуфиналов, став девятым.
В 1993 году Перес, находясь в тренировочном лагере в Мехико, вместе с двумя другими кубинцами сбежал из расположения сборной и добрался до Майами, где попросил убежища. Вскоре он присоединился к американской национальной сборной и планировал выступить на Олимпийских играх 1996 года в Атланте, однако сделать этого не смог, так как на тот момент у него не было американского гражданства.
Несмотря на неудачу с Олимпиадой, Анхель Перес остался в основном составе гребной команды США и продолжил принимать участие в крупнейших международных регатах. В 2000 году, будучи уже гражданином Соединённых Штатов, отправился представлять страну на Олимпийских играх в Сиднее — в четвёрках на тысяче метрах дошёл до финала и показал в решающем заезде шестой результат, немного не дотянув до призовых позиций, того же результата добился и в двойках на пятистах метрах в паре с Питером Ньютоном. Вскоре по окончании этих соревнований принял решение завершить карьеру профессионального спортсмена, уступив место в сборной молодым американским гребцам.